# 熊野
| 熊野地方（旧牟婁郡・錦を含み龍神村を含まない）のデータ |                                |
| 国                                                     | 日本                           |
| 地方                                                   | 近畿地方、東海地方             |
| 人口                                                   | 272,936人 （国勢調査、2010年） |
| 面積                                                   | 3140.39km2                     |
| 人口密度                                               | 86.9人/km2                     |

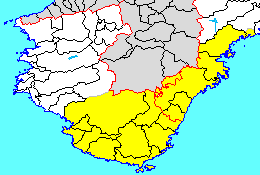
熊野（旧牟婁郡）の範囲

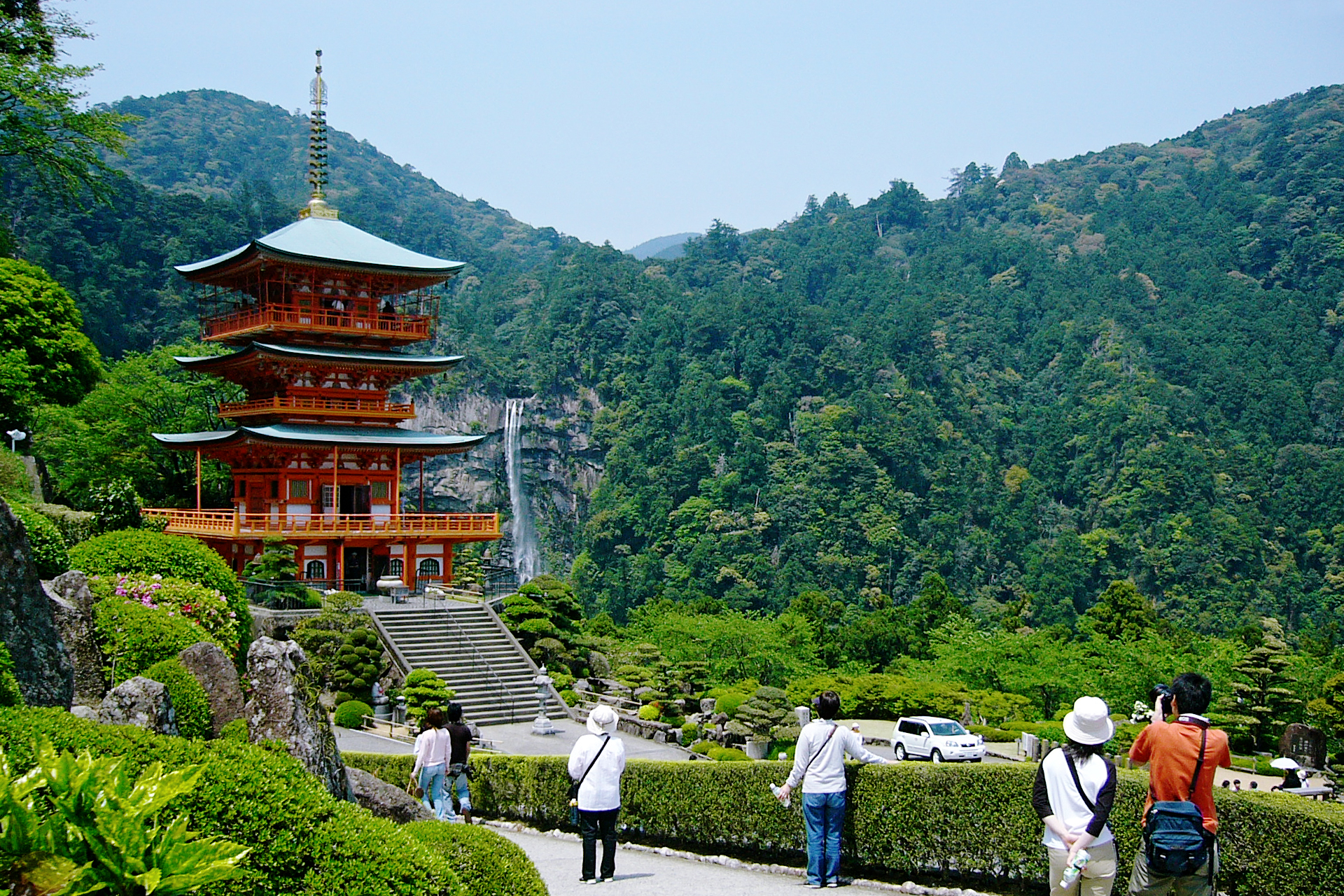
青岸渡寺と那智滝（那智勝浦町）

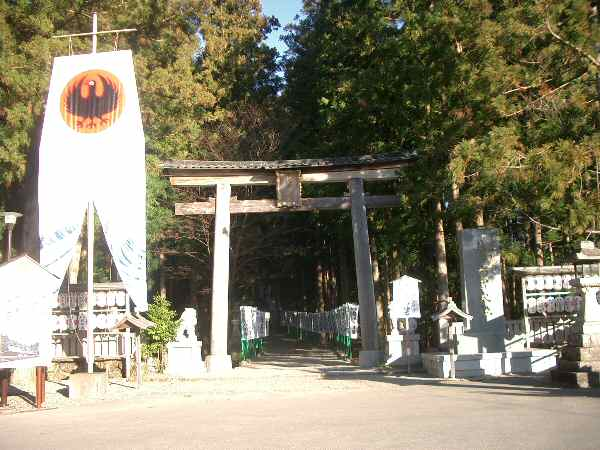
熊野本宮大社（田辺市）

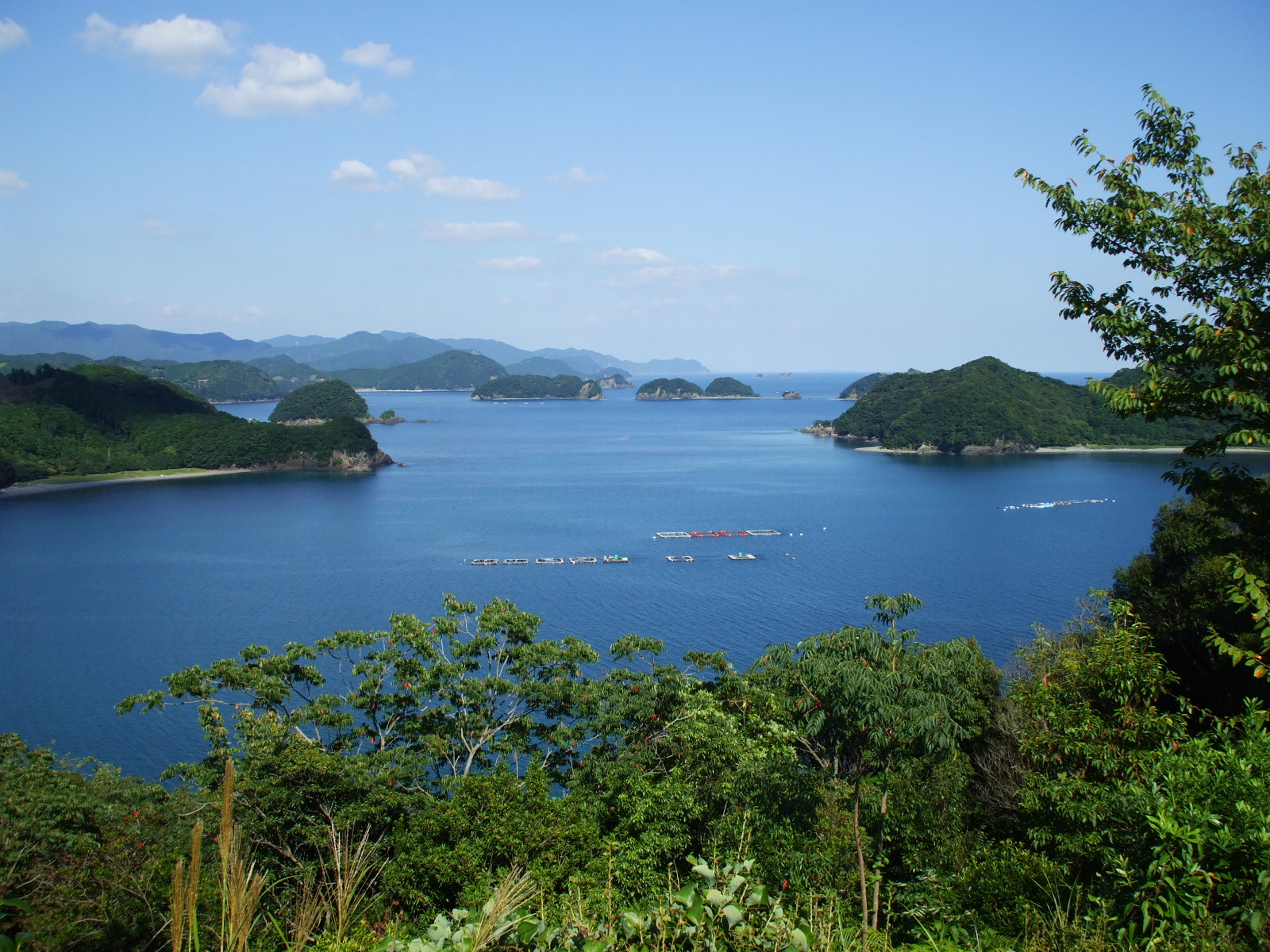
熊野灘（紀北町）

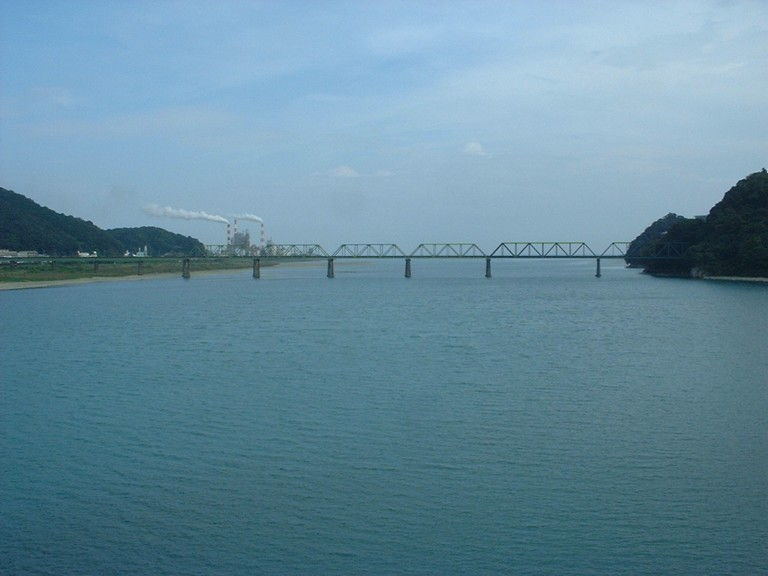
熊野川（紀宝町⇔新宮市）

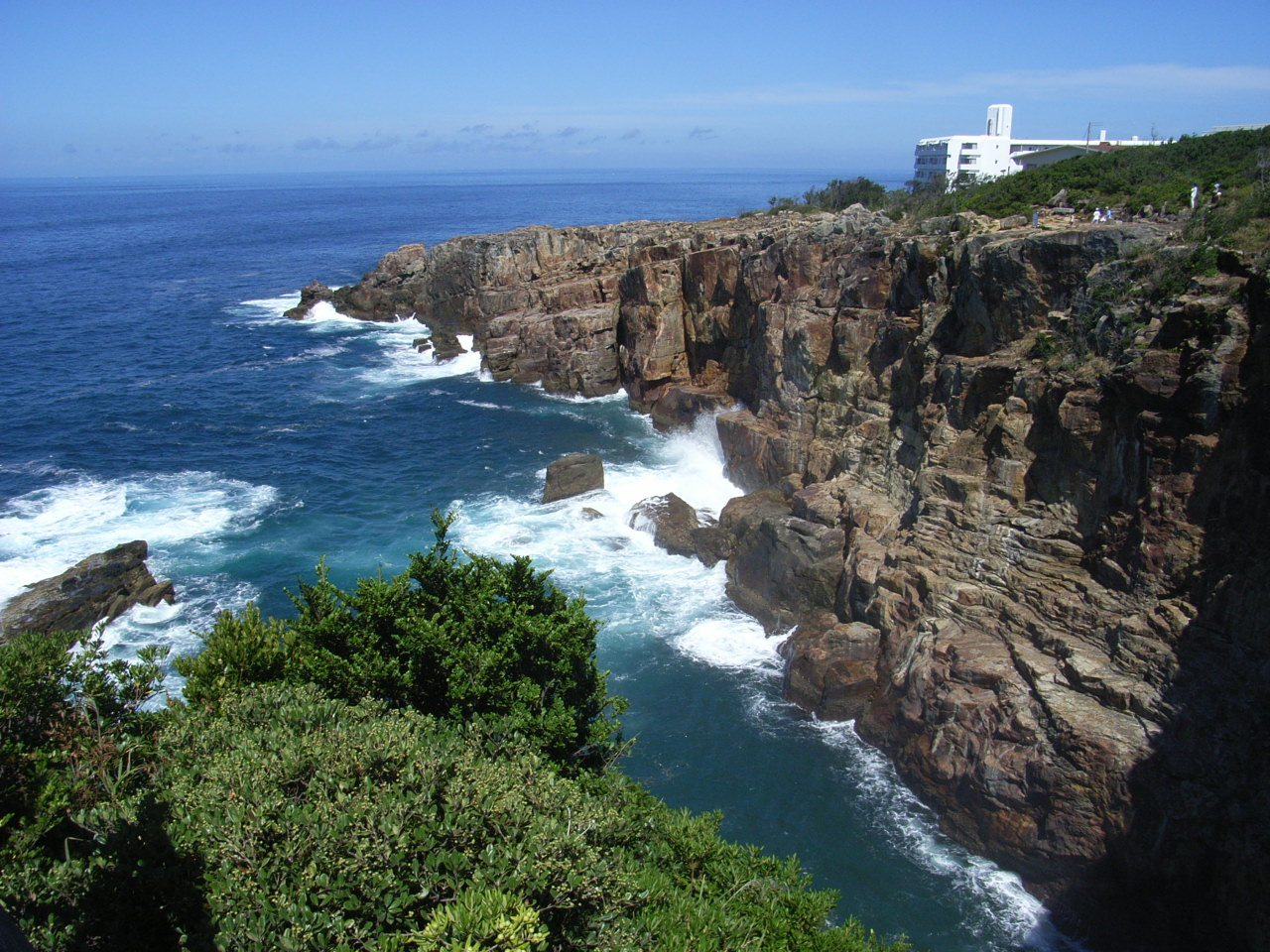
三段壁（白浜町）

熊野（くまの）は、紀伊半島南端部の和歌山県南部と三重県南部からなる地域。
旧国では紀伊国南部にあたり、上古の熊野国と大概一致する。熊野三山（田辺市の熊野本宮大社・新宮市の熊野速玉大社・那智勝浦町の熊野那智大社）を中心とする熊野信仰の中心地として知られる。

## 範囲

### 旧牟婁郡
熊野とは、近世の牟婁郡のことであり、明治以降 (1889年〜1933年) の和歌山県西牟婁郡・東牟婁郡、三重県北牟婁郡・南牟婁郡の4郡を指すとされる。現在の市郡ではこの4郡に田辺市・新宮市・尾鷲市・熊野市を加えた4市4郡（4市10町1村）となる。
ただし市郡による定義に従えば、市町村合併によりその範囲は本来の牟婁郡とは若干相違する。旧日高郡龍神村が田辺市龍神村となり、このエリアに含まれるようになった一方、旧北牟婁郡錦町が度会郡紀勢町錦を経て大紀町錦となり、このエリアには含まれなくなった。
旧牟婁郡の面積は3000km2を超え、佐賀県よりも広いが、人口は30万人未満と少なく、国政選挙では、衆議院小選挙区三重県第4区と和歌山県第3区のそれぞれ一部にすぎない。
旧牟婁郡の市町村
- 三重県
  - 度会郡大紀町（錦地区）
  - 北牟婁郡紀北町
  - 尾鷲市
  - 熊野市
  - 南牟婁郡御浜町
  - 南牟婁郡紀宝町
- 和歌山県
  - 新宮市
  - 東牟婁郡那智勝浦町
  - 東牟婁郡太地町
  - 東牟婁郡古座川町
  - 東牟婁郡串本町
  - 東牟婁郡北山村
  - 西牟婁郡すさみ町
  - 西牟婁郡白浜町
  - 西牟婁郡上富田町
  - 田辺市（龍神村を除く）

### 口熊野と奥熊野
紀州藩では、熊野（牟婁郡）を和歌山から近い順に「口熊野」「奥熊野」と呼んでいた。周参見（現：すさみ町）には口熊野代官所、木本（現：熊野市）には奥熊野代官所が置かれそれぞれ両熊野の政治的中心となっていた。ただし、両熊野の境界は一定のものではなく、『紀伊続風土記』(1839)ではおおむね現串本町と那智勝浦町、田辺市中辺路町と本宮町の間を境界としているが、『南紀徳川史』(1901)では熊野川を境界としている。

### その他の範囲
大化の改新以前には、西は現在の田辺市田辺地域（2005年の合併以前の市域）を含まなかったという説がある。東の境は現在とほぼ同じだった。
みなべ町は日高郡に所属するものの文化・経済の面で田辺市・西牟婁郡との繋がりが深く、「『熊野』地域新ナンバープレート導入推進協議会」への参加が検討されている地域に含まれている。
奈良県吉野郡十津川村、下北山村、上北山村についても旧牟婁郡との繋がりが深く、十津川村にある玉置神社は熊野三山の奥の院と呼ばれ、下北山村・上北山村はかつて紀伊国牟婁郡であったとされている。
和歌山県東牟婁振興局内の熊野エリア観光推進実行委員会は、東牟婁郡・新宮市・田辺市本宮町（2005年まで東牟婁郡本宮町）を熊野としている。これは振興局の管内に本宮町（熊野本宮大社がある）を加えた地域である（≒東牟婁地域）。
熊野簡易裁判所と熊野区検察庁は、三重県の熊野市と南牟婁郡を管区とする（≒南牟婁地域）。

## 呼称

### 語源
伝承では次のような由来があるとしている。
- 『古事記』によると、神武天皇が大熊に会ったためと言われている[2]。ただし、地名起源神話として疑問視もされている[3]。
- 『紀伊続風土記』によると、熊野は隈にてコモル義にして山川幽深樹木蓊鬱なるを以て名づく、あるいは死霊がこもる場所とも解釈される。

地名の語源については諸説ある。
- 折口信夫は「クマ」とは田の神への供物であるとする[8]。
- 近藤善博は「クマ」とは供えるまたは定めるという意味の奠（テン）のことであり「クマノ」は奠の場所の意味であるとする[8]。
- 松村武雄は「クマ」は精米（くましね）に由来しており供物の供米（くまい）の意味であるとする[8]。
- 鎌田純一は「クマ」は神の意味（九州で「神代」をクマシロと読む場合と同じ）で 「クマノ」は神の住む地の意味であるとする[8]。
- 出雲国の熊野（現 島根県松江市熊野）の名が移されたとの説[2]。

### 類称
牟婁
旧牟婁郡。基本的に熊野と同じ範囲を表す。ただし、地域全体の地名というよりは、和歌山県・三重県の各々で県土の一部を表すのに使われる。
紀南
紀伊国南部。同様に両県の一部を表すことが多い。また、和歌山県側ではその範囲に揺らぎがあり、三重県側では旧北牟婁郡を含まず旧南牟婁郡に限られる。
東紀州
紀伊国東部。熊野（牟婁）の三重県部分。

## 歴史

### 近代まで（明治以前）

#### 熊野国
『日本書紀』神代紀（上）によると火の神カグツチを産んだときにイザナミは命を落とし紀伊国熊野の有馬村に葬られたという（現在の花窟神社に葬られているとされる）。
また、『古事記』神武東征の段及び『日本書紀』磐余彦の東征の段によると神日本磐余彦（のちの神武天皇）は兄とともに東方遠征に出て熊野の神邑に上陸した（神武東征）。熊野で怪しい熊の妖気に当たり気を失ってしまうが、天照大神から剣を得て目覚め、八咫烏の道案内で宇陀に入り橿原宮で天皇として即位したという。この熊野の神邑を新宮市とみる説がある（ただし異説あり）。
上古には熊野国があり、成務期までには熊野国造が置かれるようになったが、大化の改新後の孝徳期 (645年〜654年)、紀伊国に牟婁郡として併合された。併合前の熊野の範囲は、西は田辺市田辺地域を含まず、東は現在と同じだったが、併合時に、田辺にあった牟婁郷と合わせて牟婁郡とし、その一方でのちの北牟婁郡は志摩国英虞郡に移された。

#### 紀伊国
熊野三山の歴史は非常に古い（熊野本宮大社の創建は崇神期とされる）が、907年の宇多法皇の熊野御幸を契機に、皇族・貴族の間に熊野信仰が広まってきた。中世になると、貴族に代わり武士や庶民が熊野詣をするようになった。
天正10年（1582年）に、のちの北牟婁郡が紀伊国牟婁郡に移された。
江戸時代には熊野を含む紀伊国全域が、紀州徳川氏の紀州藩となった。

### 近・現代（明治以後）
廃藩置県後は複数の県（1871年より和歌山県と度会県、1876年より和歌山県と三重県）に分割され、1889年、郡も各県2郡ずつ計4郡に分割された。
1936年、吉野熊野国立公園設置。

#### 原発反対運動
1967年、中部電力による芦浜原子力発電所（計画地は現在の南伊勢町と大紀町にまたがる）の建設計画に反対する非常に大きな運動が起こったため、当時の三重県知事は「終止符宣言」を出し、原子力発電所の計画をいったん停止させた。
1971年、熊野灘に面する井内浦（いちうら）での原子力発電所建設の計画が発覚。井内浦は、熊野市中心部から北東に約3キロほどの位置にあった。なお、井内浦での建設が意図された背景には、この前に発表された、芦浜原子力発電所の計画への反発が激しかったことがあげられるという主張もある。
中部電力は県と市に正式に協力を求めたが、熊野市の6つの漁協は全て、漁業に深刻な影響を与えるとして猛反対を行った。当時の熊野市長は原発について、市議会の判断に委ねるとしたが、市議会は、計画発覚から5ヶ月後、市民からの原発拒否請願を全会一致で採択した。
だが、中部電力は計画を諦めず、地元の人々に原発建設のメリットを説き続けるなどしたため、誘致の再検討を求める陳情が増え、当時の有権者の半数（約1万人）に近い署名が寄せられるなどした。
1980年、熊野市議会は原発建設について、「調査研究機関の市議会への設置」を採択し、誘致を進める動きを示した。このため、原発反対派は、推進派の市議の自宅に押しかけ、徹夜で説得を試みるなど、運動を力押しで推進しようとした。
1986年、チェルノブイリ原子力発電所事故が発生し、この影響で、熊野の原発建設についても、反対派が主流となっていった。
1987年、市議選で反対派14人が当選して過半数となり、5回目となる原発の拒否決議をするなどした結果、市総合計画から「原発」の項目が削られ、原発建設はついに頓挫した。
2000年、中部電力は芦浜原子力発電所の計画を取り下げた。同社は2014年の朝日新聞の取材に対して、井内浦での原発建設計画について「現在はない」としている。

#### 世界遺産登録後
2004年、世界遺産「紀伊山地の霊場と参詣道」登録。
市町村合併により、1957年、北牟婁郡錦町が度会郡紀勢町錦（現・大紀町錦）に、2005年、日高郡龍神村が田辺市龍神村になった。

## 地域

### 北牟婁地域
尾鷲市・北牟婁郡・度会郡大紀町錦
荷坂峠以南、矢ノ川峠以北の地域で、最も北東に位置する。中心都市は尾鷲市で、海岸線（熊野灘）は全てがリアス式海岸となっている。人口は4万人弱であり、旧4郡で最も少ない。多雨地域である熊野地方の中でも雨の多い地域であり、年間降水量は4000mmに達する。尾鷲ヒノキに代表される林業が盛んである。また、長島港、引本港、尾鷲港などの天然の良港が発達し、漁業が盛んな地域でもある。平安時代には志摩国英虞郡に属していたが、天正10年（1582年）に紀伊国牟婁郡に編入された。尾鷲市には三重県立熊野古道センターがある。

### 南牟婁地域
熊野市・南牟婁郡
矢ノ川峠以南、熊野川（北山川）以東の地域で、中心都市は熊野市である。人口は約4万人。熊野市木本より北東はリアス式海岸であるが、南西は一変し直線的な礫浜七里御浜が新宮まで25km続く。七里御浜沿岸には熊野地域では比較的広い平野が広がり、御浜町のミカンに代表される果樹園が多く見られる。一方山間部では丸山千枚田に代表される棚田が数多く分布する。熊野市有馬には熊野の自然崇拝の原型となる花の窟神社が存在する。

### 東牟婁地域
新宮市・東牟婁郡・田辺市本宮町
熊野川（北山川）以西、大塔山以東の地域で、中心都市は新宮市である。人口は約8万人。ただし、串本町は平成の大合併前は西牟婁郡に属しており、旧本宮町は現在は田辺市に入っている。新宮から串本までは再び熊野灘のリアス式海岸が続くが、北牟婁地域に比べると地形は緩やかであり、潮岬や太地の隆起海食台地上に集落が存在する。熊野三山を有し、熊野信仰の中心となる地域である。勝浦港はマグロの水揚げで、太地港はクジラ漁で有名である。本宮町には和歌山県世界遺産センターがある。

### 西牟婁地域
田辺市（龍神村・本宮町を除く）・西牟婁郡
大塔山以西の、口熊野と呼ばれる地域で、中心都市は田辺市である。人口は約12万人。他3地域は熊野灘沿岸であるが、この地域は枯木灘に面する。田辺は旧牟婁郡最大の都市であり、「牟婁」の名前も田辺市が発祥である。田辺湾を挟んだ白浜町は観光地として主に関西方面からの観光客が多く、南紀白浜空港が存在する。田辺の闘鶏神社は熊野三山の別宮的な存在であった。富田川流域は比較的広い平野が形成され、水田が多く見られる。上富田町には熊野高校がある。

## 地理

### 主な山地・山脈
熊野はほぼ全域が紀伊山地南部の壮年期の山地で、「熊野三千六百峰」と呼ばれる山々が連なる。
- 台高山脈：尾鷲市・紀北町と奈良県吉野地域との境界の山脈。旧牟婁郡内では堂倉山(1474m)が最高峰
- 熊野山地：尾鷲市南部から那智勝浦町北部に連なる山地。主な山は高峰山(1045m)、子ノ泊山(907m)、大雲取山(966m)など。
- 大塔山脈：最高峰の大塔山(1122m)を中心として南北に伸びる山脈。東牟婁郡と西牟婁郡の境界となった。
- 峯山脈：串本町と古座川町の間に広がる山脈。最高峰は峯ノ山(482m)串本町が東牟婁郡に移るまで東西牟婁郡の境界であった。
- 果無山脈：田辺市から北東へ向かい日高地域、吉野地域との境界をなす山脈。最高峰は冷水山（1262m）

### 主な河川
- 赤羽川（二級河川）：紀北町
- 船津川（二級河川）：紀北町
- 銚子川（二級河川）：紀北町・尾鷲市
- 尾呂志川（二級河川）：御浜町
- 熊野川（一級河川）：新宮市・紀宝町・熊野市・田辺市
- 北山川（一級河川/熊野川の支流）：熊野市・北山村
- 那智川（二級河川）：那智勝浦町
- 太田川（二級河川）：那智勝浦町
- 古座川（二級河川）：串本町・古座川町・すさみ町
- 田子川（二級河川） ：串本町
- 周参見川（二級河川）：すさみ町
- 日置川（二級河川）：白浜町・田辺市
- 富田川（二級河川）：白浜町・上富田町・田辺市
- 会津川（二級河川）：田辺市
- 芳養川（二級河川）：田辺市

### 主な海域
- 熊野灘：潮岬から大王崎にかけて広がる海域。
- 錦湾：大紀町錦に面する湾。
- 江ノ浦：紀北町北部、長島港奥に位置する湾。
- 桂城湾：紀北町島勝浦から紀北町海野にかけての海域。鈴島、赤野島といった無人島が点在する。
- 引本湾：紀北町南部の湾。引本港がある。
- 白石湖：紀北町南部の汽水湖。渡利かきの養殖が盛ん。
- 尾鷲湾：尾鷲市北部の湾。市街地に面する地域は尾鷲港の港湾地帯であり熊野唯一の重要港湾に指定されている。
- 賀田湾：尾鷲市南部の湾。三木里海水浴場がある。
- 新鹿湾：熊野市東部の湾。新鹿海水浴場がある。
- 熊野浦：七里御浜沿岸の海域。
- 那智湾：那智勝浦町北部の湾。那智の浜海水浴場がある。
- 森浦湾：那智勝浦町から太地町にかけての湾。
- 太地湾：太地漁港が面する湾。
- 玉ノ浦：那智勝浦町南部の湾。玉ノ浦海水浴場がある。
- 浪の浦：潮岬半島の南部に位置する湾。
- 紀州灘：潮岬から日ノ岬にかけての海域。
- 枯木灘：紀州灘の一部。白浜町から串本町にかけての沿岸部にあたる。
- 鉛山湾：白浜町西部の湾。白良浜海水浴場がある。
- 瀬戸湾：鉛山湾の北隣の湾。
- 田辺湾：田辺市から白浜町にかけての湾。文里港や扇ヶ浜海水浴場がある。

### 人文
熊野三山を初めとする修験道の神社が山中にあり、熊野古道が通じている。これらは世界遺産に「高野山」「吉野・大峯」と合わせて「紀伊山地の霊場と参詣道」として登録されている。
主な産業は林業と漁業。串本（串本町）・勝浦（那智勝浦町）・長島（紀北町）の遠洋漁業のほか、太地（太地町）の捕鯨でも知られる。

### 都市的地域
人口集中地区、準人口集中地区が、田辺市、白浜町、串本町、那智勝浦町、新宮市、熊野市、尾鷲市、紀北町に設定されている。このうち新宮市には新宮と三輪崎・佐野の２箇所、紀北町には長島と相賀・引本の２箇所に設定されている。
都市雇用圏では、田辺・新宮・尾鷲と３つの都市圏が認められる。また、人口集中地区の人口が１万人未満のため都市雇用圏には含まれないものの、熊野市や串本町にもそれぞれを核とした小規模な通学・通勤圏が見られる。

## 交通

### 鉄道
旧牟婁郡に存在する鉄道路線は海沿いを結ぶJR紀勢本線のみであり、有人駅は紀伊長島駅、尾鷲駅、熊野市駅、新宮駅、紀伊勝浦駅、古座駅、串本駅、周参見駅、白浜駅、紀伊田辺駅の10駅である。JR東海の特急南紀が名古屋〜紀伊勝浦間を、JR西日本の特急くろしおが京都・新大阪〜新宮間を結んでいる。所要時間は名古屋〜紀伊長島が約2時間、紀伊長島〜新宮が約1時間、新大阪〜紀伊田辺が約2時間、紀伊田辺〜新宮間が約2時間となっている。

### 高速道路
自動車専用道路として、紀勢自動車道熊野尾鷲道路那智勝浦新宮道路が開通済みである（2015年9月現在）。以上はいずれも近畿自動車道紀勢線の一部として計画されており、旧牟婁郡域に相当する南紀田辺〜紀伊長島間は無料となる予定である。

### インターチェンジ一覧
- 紀勢自動車道：3紀伊長島IC-4海山IC-5尾鷲北IC
- 熊野尾鷲道路：6尾鷲南IC-7三木里IC-8賀田IC-9熊野新鹿IC-10熊野大泊IC
- 那智勝浦新宮道路：新宮市三輪崎-新宮南IC-那智勝浦IC-那智勝浦町市屋
- 紀勢自動車道：34南紀田辺-35上富田-36南紀白浜-37日置川-38すさみ-39すさみ南

### 一般道
紀伊半島を一周する国道42号が最も主要とされるルートであり、尾鷲〜熊野〜新宮〜串本〜田辺といった沿岸の都市部を結んでいる。大内山〜紀伊長島、海山〜尾鷲、尾鷲〜熊野間には大きな峠があり、異常気象時には通行止めになることがある。熊野古道の伊勢路（浜街道）・大辺路に相当する。
また、熊野川沿いに新宮から本宮経由で十津川方面に抜ける国道168号、尾鷲〜熊野間の漁村を結び、熊野からは紀伊山地内に入り紀和・本宮・中辺路経由で上富田に至る国道311号なども国道42号に準ずる幹線であり、熊野古道の伊勢路（本宮道）・中辺路に相当する。

### 主なバス業者
- 三重交通
- 三交南紀交通
- 熊野交通
- 明光バス
- 龍神自動車
- 奈良交通

### 道の駅・パーキングエリア
- 紀勢自動車道
  - 紀北PA
  - 道の駅くちくまの
- 国道42号
  - 道の駅紀伊長島マンボウ
  - 道の駅海山
  - 道の駅熊野きのくに
  - 道の駅パーク七里御浜
  - 道の駅紀宝町ウミガメ公園
  - 道の駅なち
  - 道の駅くしもと橋杭岩
  - 道の駅すさみ
  - 道の駅イノブータンランド・すさみ
  - 道の駅志原海岸
  - 道の駅椿はなの湯
- 国道168号
  - 道の駅瀞峡街道 熊野川
  - 道の駅奥熊野古道ほんぐう
- 国道169号
  - 道の駅おくとろ
- 国道311号
  - 道の駅熊野古道中辺路
  - 道の駅ふるさとセンター大塔
- 国道371号
  - 道の駅一枚岩
- 和歌山県道29号
  - 道の駅紀州備長炭記念公園
- 和歌山県道43号
  - 道の駅瀧之拝太郎